# Pop 100
Pop 100 var en amerikansk veckobaserad musiklista som lanserades av Billboard magazine i februari 2005. Den rangordnade låtar baserat på speltid på "topp 40-radio" som fokuserade på samtida populära låtar, singelförsäljning och digitala nedladdningar. Listan lades ned i juni 2009.

## Historia
Pop 100 skapades av dåvarande medredaktören Michael Ellis. Den skapades för att fokusera på musik som tilltalar de flesta till skillnad från Hot 100 som fokuserar på låtar med flest spelningar enligt Billboards listredaktör Geoff Mayfield. I ett pressmeddelande om den nya listan konstaterade han att "Konstruktionen av Pop 100 är vettig då man ser korrelationen mellan låtar med topp 40-spelningar och de bäst säljande digital låtarna."
Vissa hade åsikter om att skapandet av Pop 100 hade rasistiska undertoner (trots att Ciaras "1,2 Step" blev den första förstaplaceringen). Under de första fem åren av 2000-talet hade R&B och hiphop dominerat Hot 100 och 2004 var varje låt som nådde #1 en R&B/hip-hoplåt. Vissa kände att Pop 100 var ett sätt att segregera musikkonsumenterna. Självklart bekräftades det aldrig som en princip, men eftersom mainstream topp 40 inte spelar R&B och hip-hop särskilt ofta har dessa artister haft sämre lycka än på Hot 100.
När Pop 100 publicerades gjordes även Hot 100 om så att digital nedladdning börjades räknas in i listplaceringarna.